# Naomi Judd
Naomi Judd (nascida Diana Ellen Judd; Ashland, 11 de janeiro de 1946 - Nashville, 30 de abril de 2022)  foi uma cantora e atriz estadunidense. Ela e sua filha Wynonna formaram a dupla de música country Judds em 1983. Eles foram introduzidos no Country Music Hall of Fame em 2021.

## Biografia
Judd nasceu para Pauline Ruth "Polly" (née Oliver) e Charles Glen Judd em 11 de janeiro de 1946, em Ashland, Kentucky. Seu pai era dono de um posto de gasolina. Em 1965, seu irmão Brian morreu de leucemia aos 17 anos. O primeiro filho de Naomi Judd, Christina Ciminella (mais tarde Wynonna Judd ), nasceu quando Judd tinha 18 anos. Após o nascimento de sua filha Ashley (abril de 1968), que mais tarde se tornou atriz de cinema e teatro, e o fim de seu casamento com Michael Ciminella, Judd criou as duas filhas como mãe solteira, primeiro frequentando a escola de enfermagem no College of Marin da Califórnia. enquanto morava nas proximidades de Lagunitas, Califórnia, e mais tarde iniciando uma carreira de cantora de sucesso com a filha Wynonna.

## Os Juds
Com sua filha Wynonna Judd, Naomi formou a dupla de grande sucesso conhecida como Judds. Como o time de mãe e filha mais famoso da música country, eles marcaram vinte top dez hits (incluindo quinze números um) e ficaram invictos por oito anos consecutivos em todos os três principais prêmios de música country. Eles ganharam cinco prêmios Grammy e uma vasta gama de outros prêmios e honrarias. Naomi ganhou um Grammy de Canção Country do Ano por escrever " Love Can Build a Bridge ".

## Separação e trabalho solo
Em 1991, depois de vender mais de 20 milhões de álbuns e vídeos em sete anos e no auge de sua carreira, os Judds tiveram um fim abrupto quando Naomi Judd foi diagnosticada com hepatite C. A banda terminou com uma nota alta: sua turnê de despedida foi o ato de maior bilheteria, e seu show de despedida o evento musical de maior sucesso na história do pay-per-view a cabo. Em 1991, Judd criou o Naomi Judd Education and Research Fund para aumentar a conscientização sobre a hepatite C e usou a força de suas experiências como porta-voz da American Liver Foundation .
Em 1993, ela recebeu o Golden Plate Award da American Academy of Achievement .
Ela continuou a atuar ocasionalmente (um de seus primeiros trabalhos como atriz foi um pequeno papel em More American Graffiti em 1979). Em 1999, ela estrelou como Lily Waite ao lado de Andy Griffith e Gerald McRaney no filme A Holiday Romance .
Em 1999, The Judds se reuniu para um show de Ano Novo em Phoenix na America West Arena, com Ashley como MC. Em 2000, os Judds se reuniram novamente para a turnê "Power to Change", apresentando-se para mais de 300.000 pessoas em 30 datas. A dupla foi indicada como a melhor dupla vocal do ano da Academy of Country Music em 2001. De 2003 a 2004, Judd julgou na versão renovada do Star Search, apresentada por Arsenio Hall .
Em 2005, Judd começou o Naomi's New Morning, um talk show nas manhãs de domingo no Hallmark Channel . A série durou duas temporadas. Ela também é autora de vários livros de auto-ajuda, incluindo Naomi's Guide to Aging Gratefully: Facts, Myths, and Good News for Boomers (2007).
Em 2008, Judd se juntou a uma nova série de competição de reality show Can You Duet, como juiz e mentor. O show, dos produtores do American Idol, foi ao ar na Country Music Television .
Em 2011, Judd estrelou ao lado da atriz Laura Prepon no filme de televisão Lifetime The Killing Game .
Em 2014, ela estrelou como "Honey" em An Evergreen Christmas .
Em 2017, Judd competiu com o marido na primeira temporada da série de culinária da Fox Broadcasting My Kitchen Rules .
A cantora participou de uma homenagem feita a ela no Brasil em 2021, por meio de um vídeo agradecendo aos fãs brasileiros
Esta foi a primeira vez de Naomi Judd no Brasil, a homenagem foi feita pelo Canal Pouco Recurso Notícias.

## Vida pessoal e morte
O segundo casamento de Judd foi em 6 de maio de 1989, com Larry Strickland do Palmetto State Quartet .
Após sua última turnê, Judd desenvolveu depressão, ansiedade, ataques de pânico e pensamentos suicidas . A medicação que lhe foi prescrita, lítio, produziu efeitos colaterais, incluindo edema, alopecia e tremores . Ela morreu perto de Nashville, Tennessee, em 30 de abril de 2022, aos 76 anos. Suas filhas twittaram, em parte: "Hoje nós, irmãs, passamos por uma tragédia. Perdemos nossa linda mãe para a doença mental."

### Singles em destaque
| Ano  | Solteiro                                                     | Artista      | Posições de pico | Álbum                                 |
| Ano  | Solteiro                                                     | Artista      | País dos EUA     | Álbum                                 |
| ---- | ------------------------------------------------------------ | ------------ | ---------------- | ------------------------------------- |
| 2004 | "Flies on the Butter (Você não pode ir para casa novamente)" | Wynonna Judd | 33               | O que o mundo precisa agora é de amor |